# Now's the Time
Pour les articles homonymes, voir Now's the Time (homonymie).
Albums de Sonny Rollins
Sonny Meets Hawk!
(1963) The Standard Sonny Rollins
(1964)
Now's the Time est un album du saxophoniste ténor Sonny Rollins paru en 1964 sur le label RCA Victor.

## Titres
| N° | Titre               | Compositeur                                       | Durée |
| -- | ------------------- | ------------------------------------------------- | ----- |
| 1. | Now's the Time      | Charlie Parker                                    | 4:03  |
| 2. | Blue 'N' Bloogie    | Dizzy Gillespie, Frank Paparelli                  | 5:31  |
| 3. | I Remember Clifford | Benny Golson                                      | 2:35  |
| 4. | 52nd Street Theme   | Thelonious Monk                                   | 4:32  |
| 5. | St. Thomas          | Sonny Rollins                                     | 3:57  |
| 6. | Round Midnight      | Bernie Hanighen, Thelonious Monk, Cootie Williams | 4:01  |
| 7. | Afternoon in Paris  | John Lewis                                        | 2:47  |
| 8. | Four                | Miles Davis                                       | 7:13  |

## Enregistrement
Les morceaux sont issus de quatre sessions d'enregistrement effectuées au studio de RCA Victor à New York. Le titre 4 est interprété lors de la session du 20 janvier 1964 tandis que les titres 1, 5 et 6 le sont le 14 février suivant et le titre 7 le 18 février. Enfin les titres 2, 3 et 8 sont enregistrés le 14 avril.
| Musicien       | Instrument       | Titre     |  | Équipe technique  |                        |
| -------------- | ---------------- | --------- |  | ----------------- | ---------------------- |
| Sonny Rollins  | saxophone ténor  | 1 - 8     |  | George Avakian    | producteur             |
| Herbie Hancock | piano            | 1, 4-6,7  |  | Ray Hall          | ingénieur              |
| Thad Jones     | cornet à pistons | 4         |  | Michel Baulot     | design                 |
| Ron Carter     | contrebasse      | 1, 5-7    |  | Daniel Baumgarten | producteur (réédition) |
| Bob Cranshaw   | guitare basse    | 2, 4-5, 8 |  |                   |                        |
| Roy McCurdy    | batterie         | 1 - 8     |  |                   |                        |